# Einar Bruun
Jens Einar Moritz Bruun (* 21. August 1890 in Göteborg, Schweden; † 20. Januar 1967 in Oslo, Norwegen) war ein norwegischer Schneider, Schauspieler und Regisseur beim internationalen Stummfilm.

## Leben und Wirken

### Herkunft und frühe Jahre
Der Sohn des 1862 geborenen Schneiders Mikal Larsen Bruun und dessen fünf Jahre jüngeren Ehefrau Helga Sophie folgte den Fußstapfen des Vaters und wurde zunächst ebenfalls Schneider. 1913 übersiedelte er nach Schweden, wenig später nach Kopenhagen. Dort gelang Bruun in der Frühphase des Ersten Weltkriegs der Sprung vor die Kamera.

### Beim deutschen Film
Kurz darauf (vermutlich in der zweiten Jahreshälfte 1915) schloss er sich dem allgemeinen Tross dänischer Filmschaffenden in Richtung Deutschland an und drehte vor allem im Folgejahr 1916 Film auf Film. Dabei handelte es sich überwiegend um Dramen und Melodramen der Produktionsfirma Deutsche Bioscop, in denen Bruun Haupt- oder tragende Nebenrollen (wie beispielsweise in Otto Ripperts opulentem Homunculus-Film) erhielt. Für dieselbe Firma ließ man ihn im selben Jahr auch erstmals Regie führen, dabei handelte es sich zunächst um kurze Lustspiele mit der beliebten Berliner Künstlerin Anna Müller-Lincke und/oder ihrem Kollegen Emil Albes.

### Beim schwedischen und britischen Film und Rückkehr nach Deutschland
Bereits Anfang 1917 verließ Bruun Deutschland (in Richtung Schweden) wieder, um mit einem weiteren skandinavischen Deutschland-Abgänger, Mogens Enger, in Kopenhagen das Spionagedrama I Spionklør zu drehen. Erst nach Kriegsende 1918 konnte Bruun wieder regelmäßig in Filmstudios arbeiten. Ihn zog es nach einem Zwischenstopp in Schweden, wo er noch dreimal für Filmaufnahmen vor die Kamera trat, zunächst nach England. Hier konzentrierte sich Einar Bruun in den Jahren 1919 bis 1921 – mit wenig Erfolg – ganz auf die Filmregie. Nach vier Jahren filmischer Abwesenheit kehrte Bruun 1925 letztmalig nach Deutschland zurück. Für die Münchner Firma Emelka inszenierte er in den Studios von Geiselgasteig mit der Amerikanerin Imogene Robertson das Melodram Verborgene Gluten. Der Film blieb ohne Nachhall, und Einar Bruun verließ Deutschland wieder und ging die folgenden zehn Jahre auf Reisen.

### Die späteren Jahre
Beruflich kehrte er zu seinen Anfängen zurück und arbeitete erneut als Schneider. Während der deutschen Besatzung seiner norwegischen Heimat wieder daheim, listet eine Quelle zwischen Ende Juli 1943 und Ende August 1944 mehrere Verhaftungen Bruuns auf. Ob diese im Zusammenhang mit etwaigen Untergrundaktivitäten Bruuns gegen die NS-Besatzer standen, kann derzeit nicht geklärt werden.

### Familie und Ehen
Bruun hatte zwei jüngere Geschwister (den 1896 geborenen Bruder Fridtjof Michal und die 1898 geborene Schwester Eugene Wilhelmine) und war insgesamt dreimal verheiratet, zuletzt in den Jahren 1939 bis 1966. Seine letzte Ehefrau starb einen Monat vor ihm.

## Filmografie
als Schauspieler
- 1915: Brandmandens datter
- 1915: Den røde Slangeklub
- 1916: Das Wunder der Madonna
- 1916: Homunculus
- 1916: Der Pfad der Sünde
- 1916: Die Richterin von Solvingsholm
- 1916: In letzter Sekunde
- 1917: I Spionklør
- 1918: Mästerkatten i stövlar
- 1919: Surrogatet
- 1919: Über den hohen Bergen (Synnöve Solbakken) (auch Regieassistent)

als Regisseur
- 1916: Anna auf Freiersfüßen
- 1916: Ein Mann – ein Mann
- 1916: Das Loch in der Pfanne
- 1920: Enchantment
- 1920: Judge Not
- 1921: Her Penalty
- 1921: In Full Cry
- 1921: The Corner Man
- 1921: The Penniless Millionaire
- 1925: Verborgene Gluten